# Phine Lignac
Adolphina Elise Geertruida (Phine) Lignac (Den Haag, 8 december 1876 – Den Haag, 1 mei 1964) was een Nederlands sopraan.
Ze was dochter van ambtenaar Hendrik Willem Johannes Lignac en Johanna Augusta Böttcher. Ze trouwde rond 1909 met Alexander Smits (1863-1927), Hij was gezagvoerder der Koninklijke Paketvaart Maatschappij, lid van de Raad voor de Scheepvaart, directeur van een bijkantoor van de Haagsche Commissie Bank en ridder in de Orde van Oranje-Nassau. Zij bracht de laatste jaren door aan de Laan van Meerdervoort.  
Ze kreeg haar opleiding van Arnold Spoel docent aan de Haagse Muziekschool. Verdere studie vond plaats in Berlijn bij zangeres Marie Lehman. Ze trok tussen 1901, met een vermoedelijk debuut in Diligentia, en 1909 als concertzangeres (met soms opera's in concertvorm en oratoria) door Nederland en België en maakte ook een concertreis door Nederlands-Indië met uitstap naar Singapore. Ze was in die jaren ook zanglerares en maakte ze deel uit van Spoel's Vocaal Ensemble en een daaruit voortkomend Gemengd Dubbelkwartet.
Tijdens een concertreis naar Nederlands-Indië leerde ze Alexander Smits kennen en trouwde in 1909 in Semarang met hem. Ze verdween toen van de podia en raakte grotendeels in de vergetelheid, maar kwam nog terug naar Nederland. In 1917 gaf ze nog enkele liederen ten gehore voor de Haagse Toynbee-vereniging. Ze overleed in Den Haag.